# 록맨 7: 숙명의 대결!
《록맨 7: 숙명의 대결!》(ロックマン7 宿命の対決!)은 캡콤이 슈퍼 패미컴으로 발매한 액션 플랫폼 게임이다. 오리지널 록맨 시리즈의 일곱번째 작품으로, 패미컴을 벗어나 처음으로 16비트 콘솔로 개발됐다. 1995년 3월 24일 일본서 최초로 출시됐으며, 이듬해 북미와 유럽 지역에서 《메가맨 7》(Mega Man 7)이라는 제목으로 발매됐다.
록맨 6에서의 사건 이후 Dr. 와일리가 로봇들의 도움으로 다시 세계정복에 나서자 록맨이 그에 대항해 맞서 싸우게 된다. 록맨 7은 패미컴으로 발매됐던 지난 여섯 작품의 게임플레이를 이어받았고, 사양이 높아진 플랫폼에 맞춰 그래픽과 새로운 보조 요소들을 도입했다.

## 줄거리
때는 20XX년, 《록맨 6》에서 펼친 록맨의 대활약으로 악당 Dr. 와일리가 붙잡혀 감옥에 갇히자 세상은 마침내 평화를 되찾은 듯 싶었다. 그러나 이런 일을 예감한 와일리는 자신을 구할 백업 로봇 네 대(클라우드맨, 정크맨, 버스트맨, 프리즈맨)를 연구소에 미리 숨겨놓은 상태였다. 6개월 동안 입력 신호를 받지 않은 로봇들은 스스로 연구소에서 깨어나, 와일리가 있는 도시에 소란을 일으키기 시작했다. 연락을 받은 록맨은 긴급히 롤과 라이토트와 함께 감옥으로 향했지만, 이미 탈출한 와일리가 비행접시를 타고 도주하는 것을 지켜볼 수 밖에 없었다. 도망친 박사는 나중으로 미루고 잔당 로봇들을 처리하던 록맨은 자신과 비슷한 무장을 한 포르테와 그의 로봇개 고스펠과 마주한다. 자신 나름대로 와일리를 추격하고 있다고 밝힌 포르테는 갸우뚱하는 록맨을 두고 사라진다.
박사가 보낸 로봇들을 록맨이 상대하던 중, Dr. 와일리는 로봇 박물관을 약탈해 군대를 조직해 다시 4대의 로봇들(셰이드맨, 터보맨, 스프링맨, 슬래시맨)을 도시에 보낸다. 이들을 무찌르기 위해 나선 록맨은 중간에 만난 자신의 형 블루스에게 방패를 물려받고, 부상을 입은 포르테를 발견하곤 그를 수리하고자 Dr. 라이트의 연구소로 보낸다. 허나, 로봇들을 전부 해치우고 연구소로 돌아온 록맨이 목격한 건 포르테가 난리를 피워 만든 난장판이었다. 포르테의 배신으로 강화부품들을 잃은 록맨이 충격에 빠진 가운데, 모니터에 나타난 Dr. 와일리는 포르테가 자신이 보낸 수하였음을 밝히고 비웃는다. 와일리의 음모를 막기 위해 그의 성채에 진입한 록맨은 자신의 라이벌로 선포한 포르테로부터 승리를 거둔다. 이어서 Dr. 와일리의 로봇들을 처리하고 박사를 목도한 록맨은 오래 전에 했어야할 일을 하겠다며 록 버스터로 그를 위협한다. 그러나 당황한 Dr. 와일리가 로봇공학의 삼원칙을 들며 자신을 공격할 수 없다고 하자, 록맨은 무기를 거두고 침묵에 빠진다. 자폭을 가동한 와일리 성이 무너지는 와중 포르테가 난입해 와일리를 구출해갔고, 후일에 그와의 재대결을 빌며 사라진다. 록맨은 폭발하는 와일리 성채서 빠져나와 그를 기다리는 집으로 걸어간다.

## 평가
| 평가 |           |
| --- | --------- |
| 평론 점수 평론사 점수 EGM 7.4 / 10 [ 11 ] 게임 인포머 7 / 10 [ 12 ] 게임프로 (3.75/5) [ 13 ] IGN 7 / 10 [ 14 ] 닌텐도 파워 3.425 / 5 [ 15 ] Super Play 79% [ 3 ] VG&CE 7 / 10 [ 16 ] |           |
| 평론 점수 |           |
| 평론사 | 점수      |
| EGM | 7.4 / 10  |
| 게임 인포머 | 7 / 10    |
| 게임프로 | (3.75/5)  |
| IGN | 7 / 10    |
| 닌텐도 파워 | 3.425 / 5 |
| Super Play | 79%       |
| VG&CE | 7 / 10    |